# Букалов, Алексей Михайлович
Алексе́й Миха́йлович Бука́лов (22 августа 1940, Ленинград — 27 декабря 2018, Рим) — советский и российский журналист-международник, писатель-пушкинист, переводчик; руководитель представительства ТАСС в Италии и Ватикане (1991—2018).

## Биография
Алексей Михайлович Букалов родился в Ленинграде 22 августа 1940 года, в семье врачей. Окончил Московский государственный институт международных отношений МИД СССР (ныне университет МГИМО) — с итальянским языком, по классу профессора Юлии Добровольской — затем заочную аспирантуру этого вуза.
С 1961 года выступал как переводчик с итальянского: II Московский международный кинофестиваль, первая советская выставка в Генуе, делегация экспертов в Могадишо (ноябрь 1961-март 1962), с 1962 года — на дипломатической службе: референт, атташе посольства СССР в Сомали (до 1967 года), сотрудник Третьего Африканского отдела МИД, первый секретарь Посольства СССР в Эфиопии (1972—1975), слушатель Курсов руководящего состава Дипакадемии (1976—1977), первый секретарь посольства СССР в Италии (1977—1978), получил дипломатический ранг советника II класса.
Переводил переговоры Л. И. Брежнева, А. Н. Косыгина с итальянскими и сомалийскими деятелями, сопровождал в поездках по Африке партийно-правительственные делегации во главе с Н. В. Подгорным, А. А. Гречко, Д. С. Полянским и другими советскими руководителями, а также Патриарха Московского и Всея Руси Пимена в паломничестве по эфиопским монастырям и храмам (1975).
С 1978 года — в журналистике: литсотрудник журнала «В мире книг» (до 1986), автор репортажей и статей из Алма-Аты, Душанбе, Таллина, Ашхабада, Иркутска, Свердловска и других городов; участник пушкинских семинаров и чтений в Москве, Болдино, Михайловском, Ленинграде. В 1986—1991 годах — обозреватель, ответственный секретарь еженедельника «Новое время». Корреспонденции из Пхеньяна, Софии, Аляски, Никозии, Парижа.
С декабря 1991 года до самой своей смерти возглавлял римское отделение ТАСС. Выступал на страницах журналов «Эхо планеты», «The New Times», «Знамя», «Огонёк», GEO, «Дилетант», газет «Сегодня» (1996-98), «Новое русское слово» (NY,1993-2001), на радиостанциях «Эхо Москвы», «Немецкая волна» (Bonn, 1995—2005), «Свобода» (Прага), RAI-international (Рим, 1998—2004).
Параллельно с Римом и Ватиканом был аккредитован в Республике Сан-Марино и при Мальтийском суверенном Ордене. С 2001 года в составе папского пресс-пула сопровождал римских понтификов на борту их спецсамолетов, освещая папские заграничные апостольские визиты. В свите Иоанна Павла II посетил Казахстан, Армению, Азербайджан, Болгарию, Хорватию, Швейцарию, Францию; с Бенедиктом XVI — Германию, Польшу, Испанию, Турцию, Бразилию, Австрию, Австралию, Камерун, Анголу, Святую Землю (Иордания, Израиль, Палестинская автономия), Чехию, Мальту, Португалию, Кипр, Великобританию, Бенин, Мексику, Кубу и Ливан. С Папой Франциском побывал на Всемирных днях молодёжи в Рио-де-Жанейро (июль 2013) и на Ближнем Востоке (Иордания, Палестина, Израиль) в мае 2014 г, в Южной Корее (август 2014), Албании (сентябрь 2014), Страсбурге (Франция), в Турции (ноябрь 2014), позже в США и ООН, Армении, Грузии, Азербайджане и Португалии (Фатима, май 2017).
- Член Русского ПЕН-центра Всемирной ассоциации писателей «Международный ПЕН-клуб»;
- Член Союза журналистов Москвы;
- Член Ассоциации иностранной прессы в Риме;
- Член Союза журналистов Италии;
- Член Европейской ассоциации журналистов
- Консультант Всемирной ассоциации русской прессы

## Семья
Жена — Галина Михайловна Букалова (урождённая Слуцкая), выпускница ВГИК, редактор на ЦСДФ, дочь режиссёра и оператора М. Я. Слуцкого.

## Основные публикации
- этнографическая книга «Сомалийская тетрадь» (переводы фольклора — ЮНЕСКО, 1975)
- слайд-фильм «Пушкинское Захарово», (Москва, Диафильм, 1983)
- сценарий документального фильма «История деревянного человечка» (Москва, ЦСДФ, 1984)
- литературоведческая монография «Роман о Царском арапе» (Москва, «Прометей», 1985) — ISBN 5-7042-0155-5
- литургический текст в сборнике «Via Crucis» («Крестный ход». Ватикан, 2001)
- книга «Пушкинская Италия» (в серии «Русское зарубежье», с портретом А. С. Пушкина работы Натальи Царьковой — опубликован впервые — с предисловием Владимира Порудоминского, СПб, «Алетейя», 2004 — ISBN 5-89329-726-1, изд. 2-е, доп. — СПб, 2007 — ISBN 978-5-903354-84-9), то же с предисловием Патриции Деотто, Триест, 2005; итальянская версия: «Я вас любил» («Vi ho amatа», перевод Марии Налон, Trento, 2010 — ISBN 978-88-89706-84-8), иллюстрированные отрывки — в «Нашей газете» (Napoli, 2008), отдельные главы — в сборнике «Россия-Италия, диалог культур», (Москва, 2011)
- книга «Пушкинская Африка» (в серии «Русское зарубежье», с предисловием Владимира Порудоминского, СПб, «Алетейя», 2006) — ISBN 5-89329-811-6
- русский перевод книги итальянского публициста Алена Эльканна «Мицва» /Под редакцией Асара Эппеля, Москва, журнал «Лехаим»,2007);
- пародийный сборник «Живая вода» («Запретные сказки». Под редакцией Асара Эппеля, оформление и макет Михаила Шульмана. Roma, 2010)
- книга «Чао, Италия!» (в соавторстве с Матвеем Ганапольским, Москва, АСТ, «Астрель», 2011) — ISBN 978-985-16-9539-9
- Алексей Букалов, Стефания Дзини «Русско-итальянский словарь» («Российская газета», 2 января — 6 декабря 2013 г.)
- «Берег дальний». Из зарубежной Пушкинианы. (Спб.: Алетейя, 2014, 600 с.) — ISBN 975-5-90670-505-1
- «С понтификами по белу свету»[3] Записки участника папского пресс-пула. (СПб.: Алетейя, 2015, 328 с. с илл.) — ISBN 978-5-906792-03-7
- Автор сценария документального фильма «Пушкинская Италия» (в двух частях, совместно с Виктором Листовым, Режиссёр Галина Евтушенко, киностудия «Роза», М.,2017)

## Награды и премии
- Лауреат итальянской журналистской премии «Эудженио Сальвани» (Апулия, 1995)
- Медаль «В память 850-летия Москвы» (1997)
- Медаль Пушкина (2000) — за большой личный вклад в развитие российско-итальянских культурных связей[4]
- Лауреат премии города Москвы в области журналистики (2006)[5]
- Медаль «В память 300-летия Санкт-Петербурга» (2010)
- Лауреат российской национальной пресс-премии «Искра» Медиасоюза РФ, в номинации «Политика» (2011)[6]
- Орден Дружбы (2012) — за заслуги в развитии средств массовой информации, культуры и многолетнюю плодотворную работу[7]
- Лауреат международной премии «Н. В. Гоголь в Италии» (2012)[8]
- Лауреат интернациональной премии «Золотой мост» (2013) за содействие развитию и укреплению отношений между Итальянской Республикой и Российской Федерацией (учреждена в 2009 году при поддержке тогдашнего президента Италии Джорджо Наполитано)[9]
- Итальянская премия «Бродский на Искье» (в номинации «журналистика»). Июнь 2015[10]
- Благодарность Президента Российской Федерации (2015) — за достигнутые трудовые успехи, активную общественную деятельность и многолетнюю добросовестную работу[11]
- Лауреат премии «Триумф Интернэшнл» (2016)[12], учреждённой Международной академией телевидения и информационного бизнеса Российского университета дружбы народов (РУДН)
- Лауреат Международной Пушкинской премии (Рим, 2017)[13]